# Ana Marzoa
Ana Beatriz Vázquez Argibay, auch als Ana Marzoa bekannt, (geboren am 15. September 1949 in Buenos Aires, Argentinien) ist eine argentinisch-spanische Schauspielerin.

## Leben
Ihre Eltern sind galicische Auswanderer. Sie studierte Tanz, Musik und Theater. 1971 wanderte sie nach Spanien aus. Dort startete sie in ihrer Schauspielkarriere durch. Bekanntheit erlangte sie mit ihren Auftritten in der TV-Serie Segunda enseñanza. 1986 wurde sie mit dem Premio Miguel Mihura für ihre Auftritte in den Theaterstücken El Castigo Sin Venganza und El Concert de San Ovidio ausgezeichnet. 2001 wurde sie mit dem Premio Ercilla de Teatro ausgezeichnet.

## Filmografie
- 1970: Una vida para amarte (TV-Serie, 29 Folgen)
- 1970: La comedia de los martes (TV-Serie, 1 Folge)
- 1970: Blum
- 1971: Así amaban los héroes (TV-Serie, 19 Folgen)
- 1973: Los amantes (Kurzfilm)
- 1974: Dale nomás
- 1975: What Changed Charley Farthing?
- 1976: Nosotros que fuimos tan felices
- 1977: Las viudas (TV-Serie, 1 Folge)
- 1977: Curro Jiménez (TV-Serie, 1 Folge)
- 1978: Cañas y barro (TV-Mini-Serie, 6 Folgen)
- 1979: El día del presidente
- 1980: ¡Qué verde era mi duque!
- 1981: Cervantes (TV-Serie, 9 Folgen)
- 1982: Palmira
- 1979: Estudio 1 (2 Folgen)
- 1983: Anillos de oro (TV-Serie, 1 Folge)
- 1983: El jardín de Venus (TV-Serie, 4 Folgen)
- 1985: La huella del crimen (TV-Serie, 1 Folge)
- 1986: Segunda enseñanza (TV-Serie, 11 Folgen)
- 1987: La guerra de los locos
- 1989: Primera función (TV-Serie, 1 Folge)
- 1992: Crónicas del mal (TV-Serie, 1 Folge)
- 1995: Función de noche (TV-Serie, 1 Folge)
- 1991–1996: Historias del otro lado (TV-Serie, 3 Folgen)
- 1999: La familia... 30 años después (TV-Film)
- 2000: Qué grande es el teatro! (TV-Serie, 1 Folge)
- 2001–2002: Policías, en el corazón de la calle (TV-Serie, 25 Folgen)
- 2004: Calle Libertad (Kurzfilm)
- 2006: 7 vidas (TV-Serie, 1 Folge)
- 2006: Hospital Central (TV-Serie, 1 Folge)
- 2014: B&b, de boca en boca (TV-Serie, 1 Folge)
- 2016–2017: Pulsaciones (TV-Serie, 5 Folgen)
- 2015–2018: Vis a vis (TV-Serie, 9 Folgen)
- 2018: Estoy vivo (TV-Serie, 2 Folgen)
- 2021: Paraíso (TV-Serie, 4 Folgen)
- 2022: Express (TV-Serie, 8 Folgen)